# 龍虎雙六
龍虎雙六（韓語：용호쌍륙），是流傳於韓國的兩人擲賽遊戲，類似雙陸棋，朝鮮三國時代由中國傳入朝鮮半島。
《梵網戒本疏日珠鈔》：「亦有二十四馬，於八道上遞相乘，定強弱也。」

## 棋具
- 棋盤為8*8方格棋盤。

- 每方有十二棋子，以顏色區分敵我。

- 以兩顆六面骰為擲具。

## 規則
- 棋格可放一或兩枚的己棋。

- 初始布置時，除角落不放棋，一方棋子置於最底行，另一方棋子置於最左側列，每格放兩枚。
  - 也有規則改以兩方棋子初始位置為對向[2]。

- 每回合擲兩枚骰子，然後根據出來的點數N、M移動同樣的格數，方向只能往對向邊前進，能穿越任何方棋子。可僅移動一枚走N+M格；或同時一枚走N格、另一枚走M格。
- 棋子能至空格、僅一枚己棋的棋格；或以下狀況方能移至非初始位置的敵棋處，並將該些敵棋移回其初始位置。
  - 一枚己棋能移到僅一枚敵棋的棋格。
  - 擲出N=M時，己方同格的兩枚棋子，可一同移到一或兩枚的敵棋的棋格。
- 無法行棋時須放棄移動。
- 以全數己棋抵達對向行列為勝。[3]

## 外部連結
- 遊戲討論 （页面存档备份，存于）